# Mask Off
Mask Off ist eine deutsche Spielshow, die seit dem 26. März 2020 beim Video-on-Demand-Anbieter Joyn veröffentlicht wird.
Die Sendung wurde um eine dritte Staffel verlängert, die ab dem 11. November 2021 veröffentlicht wird.

## Konzept
In jeder Folge steht eine meist aus den sozialen Netzwerken bekannte Person einer Gruppe aus mehreren Menschen gegenüber. Die Person erhält zuvor eine bestimmte Frage- oder Aufgabenstellung, die sie mithilfe ihrer Intuition beantworten bzw. lösen muss.
Während der Folge kann die Person ihre Zuordnungen ändern, jedoch muss sie sich nach drei Runden endgültig entscheiden. In der ersten Runde (#NoFilter) ordnet die Person die Menschen zunächst nach ihren Aussehen und Verhalten ein. Teilweise wird ihr hierfür Objekte, wie in der vierten Folge Kleidungsstücke, oder Bild-/Zahlenkarten zur Seite gestellt. In der nächsten Runde (#Q&A) darf die Person den Menschen erstmals Fragen stellen, die sie beantworten dürfen. In der dritten Runde (#LetsPlay) sind erstmals Interaktionen zwischen den Menschen aus der Gruppe erlaubt. Dabei gibt die Person Anweisungen an die Gruppe. Teilweise werden ebenfalls weitere Objekte, wie in der siebten Folge Sex-Spielzeuge, oder Bilder zur Hilfe gegeben. Nach dieser Runde muss die Person die Zuordnungen endgültig bestimmen. Am Ende der Folge (#MaskOff) wird aufgelöst und über die Ergebnisse gesprochen.

## Produktion und Veröffentlichung
Mask Off wird produziert von Hans Christian Falz durch die deutsche Hans und Franz Film- & Fernsehproduktion GmbH. Die Regie übernimmt Katharina Schwöbel. Während Max Biermann, Dirk Mohn, Christoph Schnüll und Frederik Unkhoff als Kameramänner fungieren, sind Andreas Hermann und Gunnar Milz für den Ton zuständig. Für den Schnitt und Grafik sind Jan Kalitowitsch, Marcel Werner und Claudia Barros verantwortlich.
Die erste Staffel mit acht Folgen wurde vom 26. März bis zum 16. April 2020 im kostenlosen, durch Werbung finanzierten Bereich der Streamingplattform Joyn unter dem Label Joyn Original veröffentlicht. Wöchentlich wurden zwei neue Folgen zum Abruf bereitgestellt. Die zweite Staffel im Veröffentlichungsrhythmus zwei Folgen pro Woche fand ab dem 14. Januar 2021 erneut auf Joyn statt. Acht Folgen wurden produziert.

## Folgenübersicht

### Staffel 1
Die Erstveröffentlichung der ersten Staffel fand vom 26. März bis zum 16. April 2020 auf Joyn statt.
| Nr. (ges) | Nr. (St.) | Gast                | Frage- / Aufgabenstellung1                                              | richtige Ergebnisse | Erstveröffentlichung |
| --------- | --------- | ------------------- | ----------------------------------------------------------------------- | ------------------- | -------------------- |
| 01        | 01        | Nicolette           | Wer hat mit wem geschlafen?                                             | 0 von 5             | 26. Mär. 2020        |
| 02        | 02        | Rezo                | Wer hat eine kriminelle Vergangenheit? / Wer war kriminell?             | 3 von 8             | 26. Mär. 2020        |
| 03        | 03        | Larissa Rieß        | Wer verdient wie viel?                                                  | 2 von 8             | 2. Apr. 2020         |
| 04        | 04        | Felix von der Laden | Welches Outfit gehört (zu) wem?                                         | 4 von 8             | 2. Apr. 2020         |
| 05        | 05        | Mrs. Bella          | Wer hatte eine Schönheits-OP?                                           | 3 von 8             | 9. Apr. 2020         |
| 06        | 06        | Aurel Mertz         | Wer hat welche sexuelle Orientierung?                                   | 4 von 8             | 9. Apr. 2020         |
| 07        | 07        | TC                  | Wer arbeitet im Sex-Business? / Wer verdient sein Geld im Sex-Business? | 6 von 8             | 16. Apr. 2020        |
| 08        | 08        | Ines Anioli         | Welches Social Media Profil gehört zu wem?                              | 4 von 8             | 16. Apr. 2020        |

Anmerkung:

1 Vereinzelt ist die Fragestellung zwischen Folgentitel und innerhalb der Folge etwas abweichend.

### Staffel 2
Die zweite Staffel wurde vom 14. Januar bis zum 4. Februar 2021 auf Joyn veröffentlicht.
| Nr. (ges) | Nr. (St.) | Gast                    | Frage- / Aufgabenstellung                      | richtige Ergebnisse | Erstveröffentlichung |
| --------- | --------- | ----------------------- | ---------------------------------------------- | ------------------- | -------------------- |
| 09        | 01        | Luca                    | Welches Tattoo gehört zu wem?                  | 2 von 8             | 14. Jan. 2021        |
| 10        | 02        | Janine Pink             | Wer hatte mit wie vielen Menschen Sex?         | 3 von 8             | 14. Jan. 2021        |
| 11        | 03        | Faisal Kawusi           | Wer hatte welche radikale/extreme Überzeugung? | 4 von 8             | 21. Jan. 2021        |
| 12        | 04        | Bonnie Strange          | Wer hat welchen Beziehungsstatus?              | 1 von 8             | 21. Jan. 2021        |
| 13        | 05        | Aaron Troschke          | Wer hat welches Hobby?                         | 5 von 8             | 28. Jan. 2021        |
| 14        | 06        | Candy Crash             | Welches Dating-Profil gehört zu wem?           | 6 von 8             | 28. Jan. 2021        |
| 15        | 07        | Ischtar Isik            | Wer hat welchen Job?                           | 3 von 8             | 4. Feb. 2021         |
| 16        | 08        | Dennis und Benni Wolter | Wer wohnt wie?                                 | 4 von 8             | 4. Feb. 2021         |
| –         | 09        | Making Of               | Making Of                                      | Making Of           | 4. Feb. 2021         |